# Zegrze Południowe
Zegrze Południowe – wieś sołecka w Polsce położona w województwie mazowieckim, w powiecie legionowskim, w gminie Nieporęt bezpośrednio nad Jeziorem Zegrzyńskim w odległości 25 km od centrum Warszawy i 15 km od granic Warszawy.
Miejscowość powstała w latach 70. XX wieku z obszarów zniesionych wsi Zagroby i Rybaki oraz południowych koszarów wojskowych twierdzy Zegrze. 
| SIMC    | Nazwa  | Rodzaj     |
| ------- | ------ | ---------- |
| 1053926 | Rybaki | przysiółek |

W latach 1975–1998 miejscowość administracyjnie należała do województwa warszawskiego.
Według stanu na dzień 29 października 2008 roku sołectwo posiadało 2,93 km² powierzchni i 972 mieszkańców. We wsi mają siedziby Wojskowy Instytut Łączności i Wojskowe Zakłady Łączności Nr 1.

## Transport
Od 11.06.2023 r. sprawną i szybką komunikację z Zegrza Południowego do Warszawy zapewnia Szybka Kolej Miejska linia S4, której stacja zlokalizowana jest równolegle do drogi krajowej nr 61 w Zegrzu Południowym. 
Dojazd nad Jezioro Zegrzyńskie do Zegrza Południowego ze stacji Metra Warszawa Gdańska zajmuje tylko 35 minut. Pociągi kursują w odstępie 1 godzinnym. Przy stacji SKM S4 znajduje się duży bezpłatny parking.
Dodatkowo z Zegrza Południowego do stacji Metro Marymont w Warszawie ZTM zapewnia transport autobusem linii nr 735.
W Zegrzu Południowym znajduje się kaplica św. Kazimierza Królewicza będąca filią parafii Przemienienia Pańskiego w Wieliszewie.
W miejscowości w latach 1907-1994 funkcjonowała stacja kolejowa. Ruch pasażerski został tutaj przywrócony po 29 latach, 11 czerwca 2023 roku.
|                         |                                    |            | Przynależność administracyjna              | Przynależność administracyjna                             | Przynależność administracyjna                         | Przynależność administracyjna                             | Przynależność administracyjna                  | Przynależność administracyjna                 | Przynależność administracyjna                                           |
| Miejscowość współczesna | Składowe                           | Ludn. 1921 | 1921                                       | 1933                                                      | 1943                                                  | 1952                                                      | 1954                                           | 1970                                          | 1973                                                                    |
| ----------------------- | ---------------------------------- | ---------- | ------------------------------------------ | --------------------------------------------------------- | ----------------------------------------------------- | --------------------------------------------------------- | ---------------------------------------------- | --------------------------------------------- | ----------------------------------------------------------------------- |
| Zegrze (Północne)       | Zegrze-Park, folwark               | 57         | gm. Zegrze, pow. pułtuski, woj. warsz.     | grom. Zagroby, gm. Nieporęt, pow. warszawski, woj. warsz. | grom. Zegrze, gmina Nieporęt, dystrykt warszawski, GG | grom. Zegrze, gm. Nieporęt, pow. nowodworski, woj. warsz. | grom. Wieliszew, pow. nowodworski, woj. warsz. | grom. Serock, pow. nowodworski, woj. warsz.   | sołectwo Zegrze Północne, gm. Serock, pow. nowodworski, woj. warsz.     |
| Zegrze (Północne)       | Zegrze, os. wojsk., cz. północna   | 237        | gm. Zegrze, pow. pułtuski, woj. warsz.     | grom. Zagroby, gm. Nieporęt, pow. warszawski, woj. warsz. | grom. Zegrze, gmina Nieporęt, dystrykt warszawski, GG | grom. Zegrze, gm. Nieporęt, pow. nowodworski, woj. warsz. | grom. Wieliszew, pow. nowodworski, woj. warsz. | grom. Serock, pow. nowodworski, woj. warsz.   | sołectwo Zegrze Północne, gm. Serock, pow. nowodworski, woj. warsz.     |
| Zegrze Południowe       | Zegrze, os. wojsk., cz. południowa | 172        | gm. Nieporęt, pow. warszawski, woj. warsz. | grom. Zagroby, gm. Nieporęt, pow. warszawski, woj. warsz. | grom. Zegrze, gmina Nieporęt, dystrykt warszawski, GG | grom. Zegrze, gm. Nieporęt, pow. nowodworski, woj. warsz. | grom. Wieliszew, pow. nowodworski, woj. warsz. | grom. Nieporęt, pow. nowodworski, woj. warsz. | sołectwo Zegrze Południowe, gm. Nieporęt, pow. nowodworski, woj. warsz. |
| Zegrze Południowe       | Zagroby, wieś                      | 223        | gm. Nieporęt, pow. warszawski, woj. warsz. | grom. Zagroby, gm. Nieporęt, pow. warszawski, woj. warsz. | grom. Zegrze, gmina Nieporęt, dystrykt warszawski, GG | grom. Zegrze, gm. Nieporęt, pow. nowodworski, woj. warsz. | grom. Wieliszew, pow. nowodworski, woj. warsz. | grom. Nieporęt, pow. nowodworski, woj. warsz. | sołectwo Zegrze Południowe, gm. Nieporęt, pow. nowodworski, woj. warsz. |
| Zegrze Południowe       | Rybaki, wieś                       | 197        | gm. Nieporęt, pow. warszawski, woj. warsz. | grom. Zagroby, gm. Nieporęt, pow. warszawski, woj. warsz. | grom. Zegrze, gmina Nieporęt, dystrykt warszawski, GG | grom. Zegrze, gm. Nieporęt, pow. nowodworski, woj. warsz. | grom. Wieliszew, pow. nowodworski, woj. warsz. | grom. Nieporęt, pow. nowodworski, woj. warsz. | sołectwo Zegrze Południowe, gm. Nieporęt, pow. nowodworski, woj. warsz. |